# Irina Bilik
Irina Bilik (ukr. Ірина Миколаївна Білик; Kijev, 6. travnja 1970.), ukrajinska je pjevačica. 

## Diskografija
- «Кувала зозуля» (1990.)
- «Я розкажу» (1994.)
- «Nova» (1995.)
- «Так просто» (1996.)
- «Фарби» (1998.)
- «Ома» (2000.)
- «Biłyk» (2002.)
- «Країна» (2003.)
- «Любовь. Яд» (2004.)
- «На бис» (2008.)
- «Рассвет» (2014.)
- «Без Грима» (2017.)

## Vanjske poveznica
- Službena stranica